# St. Jakobi (Bremen-Neustadt)
Die St.-Jakobi-Kirche ist eine evangelische Kirche in Bremen im Stadtteil Neustadt, Ortsteil Buntentor, Kirchweg 57/Kornstraße 150.
Kirche und Pastorenhaus stehen seit 1980 unter Bremer Denkmalschutz.

## Geschichte
Ab 1872 wurde für die neu entstehenden Ortsteile ein Kirchenneubau notwendig und 1873 mit dem Grundstückskauf und der Planung begonnen. Von 1875 bis 1876 wurde die Pfarrkirche St. Jakobi in der Neustadt nach Plänen des Architekten Johannes Rippe im Stil der Neugotik gebaut. Die Kirche mit roten Ziegelsteinen hat eine Länge von etwa 25 und eine Breite von etwa 16 Meter. Das Dach wurde 1994 mit Naturschiefer neu eingedeckt.
Der dreigeschossige, quadratische Westturm erreicht mit der etwa 1,5 Meter hohen Wetterfahne eine Höhe von 47,2 Meter. Der achteckige Turmhelm mit einem Glockenstuhl ist mit Kupferplatten gedeckt.
Glocken
Im Glockenstuhl sind drei Glocken der Glockengießerei Otto aus Hemelingen untergebracht. Die Disposition der Glocken lautet: e' – g' – a'. Während die ersten beiden Glocken nach dem Krieg im Jahr 1953 geliefert wurden, handelt es sich bei der a'-Glocke aus dem Jahr 1876 um die älteste noch erhaltene Otto-Glocke.
Innenraum

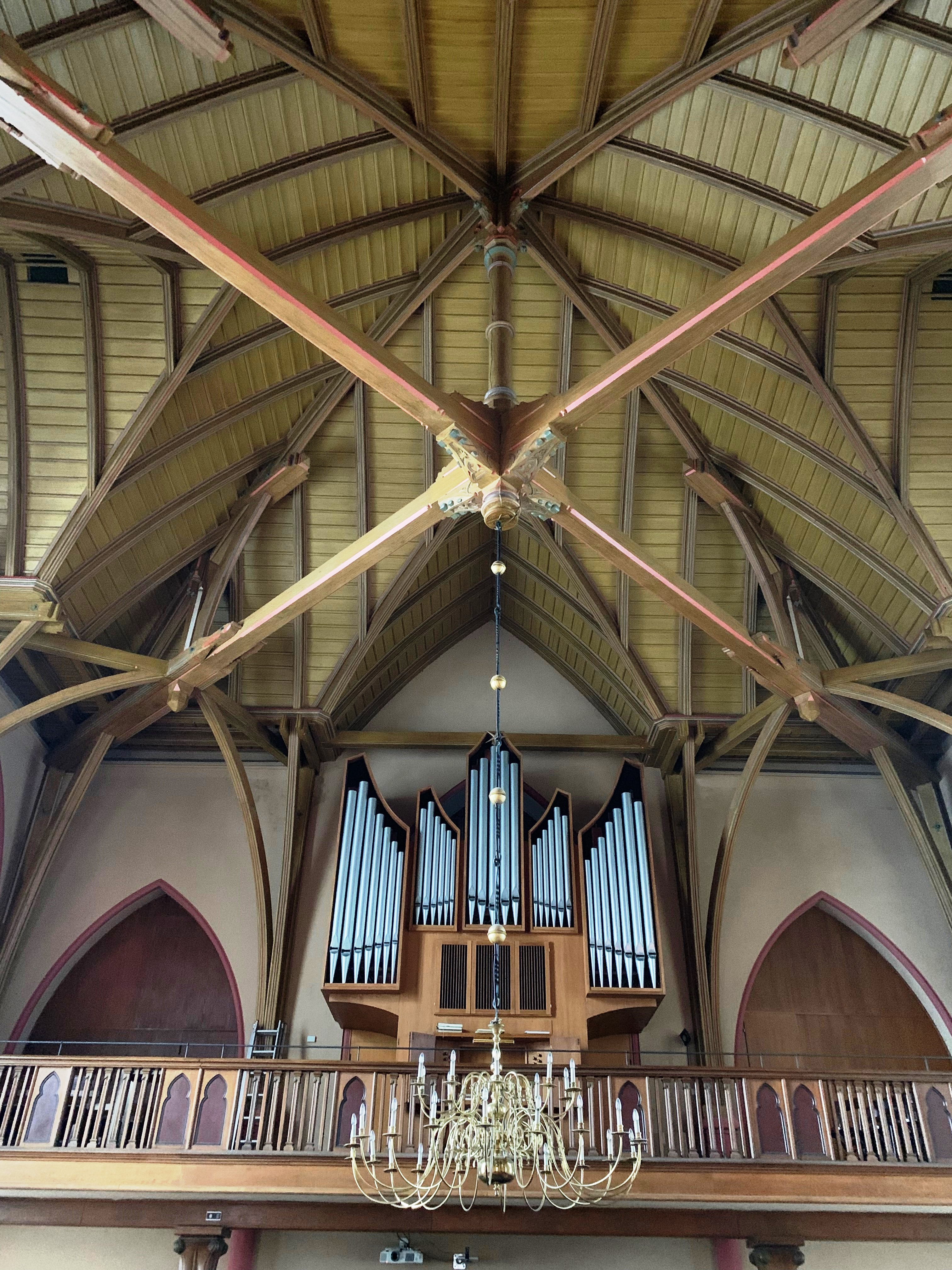
Holzdecke in St. Jakobi Bremen-Neustadt

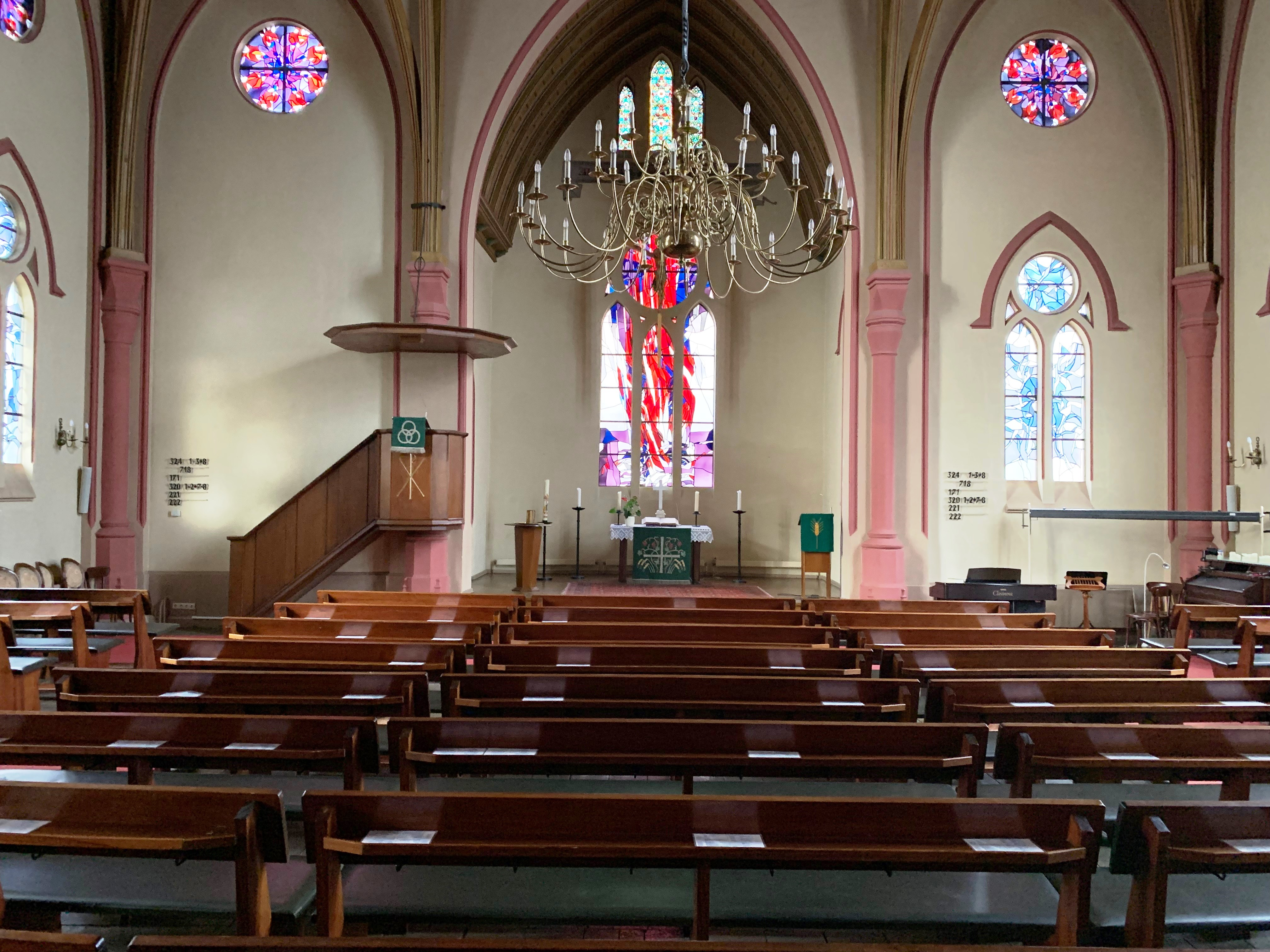
Innenansicht und Altarraum St. Jakobi Bremen-Neustadt

Der fast quadratische Innenraum wird von einer Holzdecke überspannt. Der kleine Altar wurde zentral im Chor angeordnet.
Orgel
Die Orgel auf einer Empore wurde 1880/81 von der Firma Walker und Söhne hergestellt. 1962 wurde eine neue Orgel mit 1522 Pfeifen der Firma Alfred Führer aus Wilhelmshaven eingebaut. Einige Bauteile stammen von 1921 und wurden von den Vorgängerorgeln integriert. 2019 wurde die Orgel Emma mit Spendengeldern renoviert. Sie erhielt dabei einen Zimbelstern (Effektregister).
Pastoren- und Gemeindehaus
Das eingeschossige rotsteinsichtige neogotische Pastorenhaus stammt von 1876. Ein Gemeindehaus entstand 1893.
Das Architekturbüro Angelis & Partner erhielt den Bremer Denkmalpflegepreis 2016 für die Instandsetzungsarbeiten am durch Witterungseinflüsse stark geschädigten Kirchturm.

## Kirchgemeinde
Erster Pastor der Gemeinde war von 1876 bis 1879 G. D. Fraedrich. 1884 billigte der Senat auf Ansuchen des provisorischen Kirchenvorstandes den Bewohnern der Südervorstadt die Bildung einer selbstständigen Gemeinde zu.
Die Aktivitäten der St.-Jakobi-Gemeinde sind aktuell: Jugendkreis, Männerkreis Hauskreise, Seniorenkreis, Lektorenkreis, Kirchenchor von 1933 und Gospelchor von 1991.
Die Kita Kinderhaus Arche von 1990, Buntentorsteinweg 149, ist eine Einrichtung der St. Jakobi Gemeinde. Das Neanderhaus von 1961 an der Neanderstraße diente der Jugendarbeit und wurde 2013 zu einer Kita (Kleine Arche) umgebaut. In Nordwohlde, südlich von Bremen, befand sich von 1962 bis 2018 das Landheim der Gemeinde.
Pastoren der Gemeinde
Seit Oktober 2019 ist Benjamin Bathelt Pastor der Gemeinde. 
| Name                     | Amtszeit                                             |
| ------------------------ | ---------------------------------------------------- |
| G. D. Fraedrich          | 1876–1879                                            |
| Gustav Volkmann          | 1879–1919                                            |
| Carl Lange               | 1913–1943                                            |
| Wilhelm Müller-Debus     | 1944–1945                                            |
| Heinz Paulo              | 1944–1955                                            |
| Friedrich Pagel          | 1945–1948                                            |
| Arthur Kamradt           | 1948–1951                                            |
| Friedrich Burger         | 1951–1965                                            |
| Max-Geor Gutknecht-Stöhr | 1961–1963                                            |
| Ernst Nasner             | 1964–1966                                            |
| Friedrich Cornelius      | 1966–1967                                            |
| Manfred Bockstette       | 1967–1989                                            |
| Dorit Asendorf           | 1990–2000                                            |
| Fritz Weißflog           | 1989–2009                                            |
| Jens Motschmann          | 2009–2010 (Vakanzvertretung als Pastor im Ruhestand) |
| Yves Töllner             | 2010–2018                                            |
| Benjamin Bathelt         | seit 2019                                            |